# Эскола, Антс
Антс Вольдема́рович Э́скола (эст. Ants Eskola; до 1935 года — Эрхард-Вольдемар Эсперк эст. Erhard-Voldemar Esperk; 4 [17] февраля 1908, Ревель — 14 декабря 1989, Таллин) — эстонский, советский актёр театра и кино, певец. Народный артист СССР (1964).

## Биография
Родился 4 (17) февраля 1908 года в Ревеле (ныне Таллин, Эстония).
В 1918—1924 годах учился в Таллиннской реальной школе, в 1924—1925 — в Государственной индустриальной школе искусств (ныне Эстонская академия художеств) (класс графики Г. Рейндорфа).
В 1925—1941 и 1947—1949 годах — актёр театра «Эстония» (ныне Национальная опера «Эстония») в Таллине. Пел в опереттах.
Одновременно, начиная с 1930-х годов, выступал также на концертной эстраде.
С тех же лет неоднократно выезжал за рубеж: Франция (1934, 1938), Англия (1934, 1938), Германия (1938), Китай (1959), к детям в США (1966, 1967, 1972).
В 1941 году был арестован органами НКВД СССР, отбывал наказание в лагере в Соликамске. Играл в театральной бригаде.
По возвращении из Соликамска в 1946 году работал в городском театре Раквере, затем в театре «Эстония» (1947—1949).
В 1949—1965 годах (после объединения с драматической труппой театра «Эстония») — актёр Эстонского драматического театра (в 1952—1989 годах — Эстонский государственный театр драмы им. В. Кингисеппа) в Таллине, в 1966—1983 — Государственного молодёжного театра Эстонской ССР (ныне — Таллинский городской театр).
Член Союза актёров Эстонии (с 1934). Член Театрального союза Эстонии (с 1952). Член Союза кинематографистов Эстонской ССР.
Умер 14 декабря 1989 года в Таллине. Похоронен на таллинском кладбище Метсакальмисту.
Вошёл в составленный в 1999 году по результатам письменного и онлайн-голосования список 100 великих деятелей Эстонии XX века.

### Семья
- Брат — Олев Эскола (1914—1990), актёр. Заслуженный артист Эстонской ССР (1957).
- Жена (с 1930) — Элли Кубьяс, балерина.
  - Дети — сын Антс, дочь Тийна (род. 1934). Живут в США.
- Жена (с 1947) — Веэра Ливер, балерина.
  - Дети — дочь Ирене (род. 1948).
- Внук — Кристиан Пауль Вирве, режиссёр и сценарист. В 2008 году снял художественный фильм «Антс Эскола: быть или не быть» о жизни и творчестве актёра.

## Роли в театрах

### Театр «Эстония»
- 1925 — «Вне закона» Л. Н. Лунца — Gines
- 1925 — «Красная мельница» Ф. Мольнара — Malacoda
- 1925 — «Грех» А. Стриндберга — Pargivaht
- 1926 — «Inimsõber» Дж. Голсуорси — Rory Megan
- 1926 — «Судья Симсон» Х. Раудсеппа — Kaalep
- 1926 — «Американский Христос» Х. Раудсеппа — Advokaat Pirn
- 1926 — «Kikerpilli linnapead» Х. Раудсеппа — Kooliõpetaja Eduard Lehtmets
- 1926 — «Старый Адам» Ф. Арнольда и Е. Баха — Фред
- 1926 — «Венецианский купец» У. Шекспира — Лоренцо
- 1926 — «Salajane kosjasõit» Л. Н. Лунца — Leiter von Bünam
- 1927 — «Орлов» (оперетта) Б. Гранихштедтена — Гарри
- 1927 — «Прошлое миссис Чейни» Ф. Лонсдейла — Джордж
- 1927 — «Принцесса цирка» (оперетта) И. Кальмана — Пётр Петрович, лейтенант гусарского полка
- 1927 — «Сирано де Бержерак» Э. Ростана — Кристиан де Невильет
- 1927 — «Импресарио из Смирны» К. Гольдони — Паскуалино
- 1927 — «В усадьбе „Пюве“» А. Кицберга — Kamaküla hans Lassmann
- 1928 — «Дом трёх девушек» (оперетта) Г. Берте — Hobujaamapidaja Ferdiand Binder
- 1928 — «Под знаком Синая» Х. Раудсеппа — Eenok, narr
- 1928 — «Живой труп» Л. Н. Толстого — Вознесенский
- 1929 — «Герцогиня из Чикаго» (оперетта) И. Кальмана — Von Körvesssi
- 1929 — «Весёлый крестьянин» (оперетта) Л. Фалля — Франц
- 1929 — «Жизель» (балет) А. Адана — сельский мальчик
- 1929 — «Боккаччо» (оперетта) Ф. фон Зуппе — Нарцисс
- 1929 — «Буря» У. Шекспира — Фердинанд
- 1930 — «Трёхгрошовая опера» Б. Брехта и К. Вайля — Vesisilma volli
- 1930 — «Царевич» (оперетта) Ф. Легара — лакей
- 1930 — «Конец пути» Р. Шериффа — молодой немецкий солдат
- 1930 — «Hooldaja» Ф. Арнольда и Е. Баха — Вебер, корреспондент
- 1930 — «Проклятый хутор» А. Кицберга — Rajooniülem
- 1930 — «Письмо» С. Моэма — китайский слуга
- 1930 — «Фиалка Монмартра» (оперетта) И. Кальмана — Леблан
- 1930 — «Мальчики на плоту» Т. Паккала — Loll-Kusta
- 1931 — «Виктория и её гусар» П. Абрахама — Граф Ферри
- 1931 — «Благословение сотрясённых мозгов» Х. Раудсеппа — Лембит
- 1931 — «Dollar veereb» (оперетта) Б. Гранихштедтена — Вилли
- 1931 — «Tuli» Дж. Голсуорси — Тони
- 1931 — «Kaval-Ants ja Vanapagan» А. Кицберга — Антс
- 1931 — «Добрая фея» Ф. Мольнара — секретарь
- 1932 — «Цветок Гавайев» П. Абрахама — Джон Баффи
- 1932 — «Haljal oksa» М. Метсанурка — Villem vasar
- 1932 — «Naistele meeldib see» (оперетта) В. Колло — Klener
- 1932 — «Койдула» Х. Вуолийоки — Гарри Яннсен
- 1932 — «Королева красоты» А. Адсона — Макс Каплан
- 1932, 1940 — «Дьявольский наездник» (оперетта) И. Кальмана — Принц Карл
- 1933 — «Гостиница „Белая Лошадь“» Р. Бенацки — Sigsmund Sülzheimer
- 1933 — «Бал в Савойе» П. Абрахама — Селестэн Форман
- 1934 — «Чистилище» Ф. Лангера — молодой карманник
- 1934 — «Демобилизованный глава семьи» Х. Раудсеппа — Paul Mardik
- 1934 — «В усадьбе „Пюве“» А. Кицберга — Эрнст
- 1934 — «Розовые очки» Х. Раудсеппа — Ellerhein
- 1934 — «Doonau neiu» (оперетта) Э. Эйслера — Jantsi, pikkoli
- 1934 — «Бизнес есть бизнес» О. Мирбо — Wavier Lechat
- 1934 — «Голландочка» (оперетта) И. Кальмана — Доктор Удо Sterzl
- 1934 — «Венера в шёлке» (оперетта) Р. Штольца — Ladislaus Köröshazy
- 1934 — «Börsipalavik» Дж. Сверлинга и Э. Г. Робинсона — Yankel
- 1935 — «Песня пустыни» (оперетта) З. Ромберга — Капитан Пол Фонтейн
- 1935 — «Mida soovite?» У. Шекспира — Себастьян
- 1935 — «Марица» (оперетта) И. Кальмана — Коломан Зупан
- 1935 — «О, молодость!» Ю. О’Нила — Ричард
- 1936, 1949 — «Ревизор» Н. В. Гоголя — Хлестаков
- 1936 — «Много шума из ничего» У. Шекспира — Клаудио
- 1936 — «Вильгельм Телль» Ф. Шиллера — Ульрих фон Руденц
- 1936 — «Весёлый крестьянин» (оперетта) Л. Фалля — Хорст
- 1936 — «Peavõit» С. Моэма — Эрнст Тернер
- 1936 — «Императрица Жозефина» (оперетта) И. Кальмана — Капрал Бернард
- 1936 — «Pila-Peetri testament» А. Кицберга — Saksa-Mart
- 1937 — «Dzaina» П. Абрахама — Флоризель
- 1937 — «Lipud tormis» Х. Раудсеппа — Pärnik
- 1937 — «Венецианский купец» У. Шекспира — Ланселот
- 1937 — «Зелёный луг» (оперетта) В. Tolarski и Д. Бенеша — Bobby Kengsetn
- 1937 — «Человек с козырями в руках» Х. Раудсеппа — Студент Оку
- 1937 — «Сон в летнюю ночь» У. Шекспира — Pleet (Thisbe)
- 1937 — «Осенние манёвры» (оперетта) И. Кальмана — Marosi
- 1938 — «Мать» К. Чапека — Тони
- 1938 — «Легкомысленная сестра» В. Пежиньского — Янек Topolski
- 1939 — «Кузен из Батавии» Э. Кюннеке — Эгон Vildihagi
- 1939 — «Имена на мраморной доске» А. Кивикаса — Каспер
- 1939 — «Карнавал в Риме» (оперетта) И. Штрауса — Роберт Гессе
- 1939 — «Фиалка Монмартра» (оперетта) И. Кальмана — Флоримон Эрве
- 1940 — «Рокси и его команда» П. Абрахама — Бобби Уилкинс
- 1940 — «Дьявольский наездник» (оперетта) И. Кальмана — Принц Карл
- 1941 — «Летучая мышь» (оперетта) И. Штрауса — Орловский
- 1941 — «Укрощение строптивой» У. Шекспира — Люченцио
- 1941 — «Рыбачка» П. Ардна — Юхан Alaveski
- 1941 — «Свадьба в Малиновке» (оперетта) Б. А. Александрова — Яшка
- 1947 — «Русский вопрос» К. М. Симонова — Смит
- 1947 — «Три сестры» А. П. Чехова — Тузенбах
- 1947 — «Ржавчина» А. М. Якобсона — Оскар Madisson
- 1948 — «Глубокие корни» Дж. Гоу и А. д’Юссо — Говард Меррик
- 1948 — «Мужество» Г. С. Берёзко — Луконин
- 1948 — «Волки и овцы» А. Н. Островского — Мурзавецкий
- 1948 — «Два лагеря» А. М. Якобсона — Йоханнес
- 1948 — «Лев на площади» И. Г. Эренбурга — Рене Вивьен
- 1949 — «Отелло» У. Шекспира — Яго

### Эстонский драматический театр
- 1949 — «Murrang» И. Семпера — Nirk
- 1949 — «Гамлет» У. Шекспира — Горацио
- 1949 — «Свадьба Кречинского» А. В. Сухово-Кобылина — Кречинский
- 1950, 1952 — «Сын рыбака» В. Т. Лациса — Роберт
- 1950 — «Строитель» А. М. Якобсона — Vahtrik
- 1950 — «Путь борьбы» (под открытым небом) П.-Э. Руммо — Saatkonnaametnik
- 1950 — «Далеко от родины» Митса — Йоханнес Pangas
- 1951 — «На грани ночи и дня» А. М. Якобсона — Хенрик
- 1951 — «Учитель танцев» Л. де Веги — Альдемаро
- 1951 — «Vargamäe» А. Х. Таммсааре и А. А. Сярева — Rätsep
- 1951 — «Шакалы» А. М. Якобсона — Гарри Steel
- 1952 — «Как вам это понравится» У. Шекспира — Орландо
- 1952 — «Любовь Яровая» К. А. Тренёва — Яровой
- 1953 — «Дети солнца» М. Горького — Протасов
- 1953 — «Шакалы» А. М. Якобсона — Самуэль Steel
- 1953 — «Ritsikas» М. Г. Бараташвили — Георгий Челидзе
- 1953 — «Ангел-хранитель из Небраски» А. М. Якобсона — Анкер Анкерсен
- 1953 — «Гибель эскадры» А. Е. Корнейчука — мичман Кноррис
- 1954 — «Потерянный рай» А. М. Якобсона — Магнус Мур
- 1955 — «Антоний и Клеопатра» У. Шекспира — Октавиан
- 1955 — «Королю холодно» А. Х. Таммсааре — Kirjaülem
- 1955 — «Весёлый гость» Г. Мухтарова — Батор
- 1955 — «Живой труп» Л. Н. Толстого — Протасов
- 1956 — «Совесть» Э. Раннета — Роланд Kriisk
- 1957 — «Дом, где разбиваются сердца» Б. Шоу — Рэндел
- 1957 — «Баня» В. В. Маяковского — Чудаков
- 1957 — «Оптимистическая трагедия» Вс. В. Вишневского — второй пленный
- 1957 — «Филумена Мартурано» Э. де Филиппо — Доменико Сориано
- 1958 — «Дон Карлос» Ф. Шиллера — Дон Карлос
- 1958 — «Вид с моста» А. Миллера — Альфьери
- 1959 — «Синяя ракета» А. Лийвеса — Карл Зепп
- 1959 — «Человек с клячей» Г. Чиприана — Chirico
- 1959 — «Тайфун» Цао Юй — Цзоу Пинг
- 1960 — «Портрет неизвестной женщины» А. Лийвеса — Евгений Luulik
- 1960 — «Браконьеры» Э. Раннета — Адам
- 1960 — «Плоды просвещения» Л. Н. Толстого — профессор Кругосветов
- 1961 — «Соловей пел на заре» Г. Кильгаса — Ханнес
- 1961 — «Летняя ночь наяву» М. Рауда — Taavet
- 1962 — «Слепой мужчина» Е. Альта — Слепой
- 1962 — «Пер Гюнт» Г. Ибсена — Пер Гюнт
- 1962 — «Человек и бог» А. Х. Таммсааре — Маурус
- 1963 — «Двое на качелях» У. Гибсона — Джерри Райан
- 1964 — «Банкрот» А. Х. Таммсааре и А. А. Сярева — Индрек Paas
- 1964 — «Кихнуский Йынь» Ю. Смуула — Антти
- 1965 — «Неуловимое чудо» Э. Вильде — Лео Саалеп
- 1971 — «Иванов» А. П. Чехова — Иванов
- 1973 — «Три сестры» А. П. Чехова — Кулыгин
- 1980 — «Живой труп» Л. Н. Толстого — князь Абрезков

### Молодёжный театр Эстонской ССР
- 1966 — «Гамлет» У. Шекспира — Гамлет
- 1966 — «Милый лжец» Дж. Килти — Шоу
- 1967 — «Мать» М. Горького — Николай Иванович
- 1968 — «Сирано де Бержерак» Э. Ростана — Сирано де Бержерак
- 1969 — «Дикая утка» Г. Ибсена — Ялмар Экдал
- 1971 — «Вишнёвый сад» А. П. Чехова — Гаев
- 1972 — «Беккет, или Честь Божья» Ж. Ануя — Французский король
- 1974 — «Сапожники Нумми» А. Киви — Topias

### ТеатрРаквере
- 1947 — «Жизнь в цитадели» А. М. Якобсона — Ральф (актёр и режиссёр спектакля)

## Фильмография
- 1930 — Волны страсти — матрос на корабле
- 1932 — Дети солнца — Арно
- 1947 — Жизнь в цитадели — эпизод
- 1951 — Свет в Коорди — Кянд
- 1955 — Следы на снегу — диверсант
- 1955 — Дело Румянцева — Прус, он же Сенька Хорёк
- 1955 — Михайло Ломоносов — Георг Рихман
- 1956 — Мужчины остаются дома (короткометражный) — отец
- 1957 — Июньские дни — Вальтер
- 1957 — На повороте — Олеп
- 1959 — Незваные гости — Окс
- 1959 — Подводные рифы — Лауэр
- 1959 — Озорные повороты — представитель ДСО
- 1961 — Опасные повороты — представитель спортклуба
- 1961 — Подводная лодка (короткометражный) — штурман
- 1964 — Новый нечистый из преисподней — Хитрый Антс
- 1965 — Лёгкая рука — профессор Канне
- 1965 — Им было восемнадцать — Линнус
- 1966 — Что случилось с Андресом Лапетеусом? — Юрвен
- 1967 — Физики (фильм-спектакль) — Йоган Вильгельм Мёбиус
- 1968 — Мёртвый сезон — Смит, шеф полиции Даргейта
- 1969 — Посол Советского Союза — министр иностранных дел Швеции
- 1969 — Разоблачение — Капличка
- 1970 — Между тремя поветриями — Мяртен
- 1971 — Дон Жуан в Таллине — дон Оттавио
- 1971 — Последний рейс «Альбатроса» — Карл Буга
- 1971 — Свободны, как птицы — генеральный прокурор
- 1971 — Человек в проходном дворе — Мартин Мягер
- 1972 — Адрес вашего дома — Павел Максимович
- 1972 — Вид на жительство — комиссар полиции
- 1972 — Маленький реквием для губной гармошки — Иоханнес
- 1973 — Сломанная подкова — Мяги
- 1974 — Красная скрипка — Бишо
- 1974 — Опасные игры — доктор Баум
- 1975 — Школа господина Мауруса — Маурус
- 1975 — Обретёшь в бою — Страхов
- 1975 — Бриллианты для диктатуры пролетариата — Хейно Маршан
- 1979 — Хозяин Кырбоя — Рейн Кырбоя
- 1981 — Суровое море — Техве Ламм
- 2008 — Фрицы и блондинки (документальный) — Антс Эскола

## Награды и звания
- Заслуженный артист Эстонской ССР (1954)
- Народный артист Эстонской ССР (1957)
- Народный артист СССР (1964)
- Государственная премия Эстонской ССР (1965) — за театральную работу
- Премия имени П. Пыльдрооса (1987)
- Два ордена Трудового Красного Знамени (1956, 1978)
- Орден «Знак Почёта»
- Медаль «В ознаменование 100-летия со дня рождения Владимира Ильича Ленина»